# Fatou Coulibaly
Fatou Coulibaly est une footballeuse internationale ivoirienne né le 13 février 1987. Elle évolue au poste de défenseur.
Fatou coulibaly Est une footballeuses ivoirienne évoluant au poste de défenseurs elle fut ses début avec la Juventus de yopougon ensuite elle part au Barcelone Fa et contunie sur cette lancé en ukraine ...
Elle passe ses vacances a abobo n'dotré chez sa mère....

## Palmarès
- Troisième du championnat d'Afrique féminin en 2014 avec l'équipe de Côte d'Ivoire